# Переулок Аллы Горской
Переулок Аллы Горской (укр. Провулок Алли Горської) — переулок в Шевченковском районе Киева. Пролегает от бульвара Тараса Шевченко до конца застройки (соединяется лестницей с улицей Богдана Хмельницкого).

## История
Переулок возник в начале 1910-х годов под названием Коммерческий. В 1926 году был переименован в честь погибшего во время Январского восстания в 1918 году рабочего-революционера Чеслава (Вацлава) Белинского.
Современное название в честь советской художницы и правозащитницы Аллы Горской — с 2015 года. Основанием для переименования стало то, что в переулке (д. № 10) с 1963 года жил отец Аллы Горской — Александр Горский, и она сама здесь неоднократно бывала.

## Памятники архитектуры
№ 3 — Коммерческое училище, украинский модерн; 1911—1913 годы, архитектор Василий Коробцов.
Дома № 5 и № 8 построены в конце XIX века.

## Учреждения
Средняя общеобразовательная школа № 58 (дом № 3)